# Ptycholobium
Ptycholobium es un género de plantas con flores con tres especies perteneciente a la familia Fabaceae.

## Taxonomía
El género fue descrito por Hermann Harms y publicado en Pflanzenwelt Ost-Afrikas 3(1): 591. 1915.
Etimología
Ptycholobium: nombre genérico  

## Especies aceptadas
A continuación se brinda un listado de las especies del género Ptycholobium aceptadas hasta mayo de 2015, ordenadas alfabéticamente. Para cada una se indica el nombre binomial seguido del autor, abreviado según las convenciones y usos.	
- Ptycholobium biflorum (E.Mey.) Brummitt
- Ptycholobium contortum (N.E.Br.) Brummitt
- Ptycholobium plicatum (Oliv.) Harms